# Pomatorhinus ochraceiceps
A Pomatorhinus ochraceiceps a madarak osztályának verébalakúak (Passeriformes) rendjébe és a timáliafélék (Timaliidae) családjába tartozó faj.

## Rendszerezése
A fajt Arthur Hay skót katona és ornitológus írta le 1873-ban.

## Alfajai
- Pomatorhinus ochraceiceps alius Riley, 1940
- Pomatorhinus ochraceiceps austeni Hume, 1881
- Pomatorhinus ochraceiceps ochraceiceps Walden, 1873
- Pomatorhinus ochraceiceps stenorhynchus Godwin-Austen, 1877[2]

## Előfordulása
Dél- és Délkelet-Ázsiában, Banglades, India, Kína, Laosz, Mianmar, Thaiföld és Vietnám területén honos. Természetes élőhelyei a szubtrópusi és trópusi síkvidéki és hegyi esőerdők. Állandó, nem vonuló faj.

## Megjelenése
Testhossza 24 centiméter, testtömege 33-38 gramm.

## Természetvédelmi helyzete
Az elterjedési területe rendkívül nagy, egyedszáma ugyan csökken, de még nem éri el a kritikus szintet. A Természetvédelmi Világszövetség Vörös listáján nem fenyegetett fajként szerepel.